# Sporok (stacja kolejowa)
Sporok – nieczynna stacja kolejowa w miejscowości Spórok, w województwie opolskim, w powiecie strzeleckim, w gminie Kolonowskie, w Polsce.